# Grimmialp

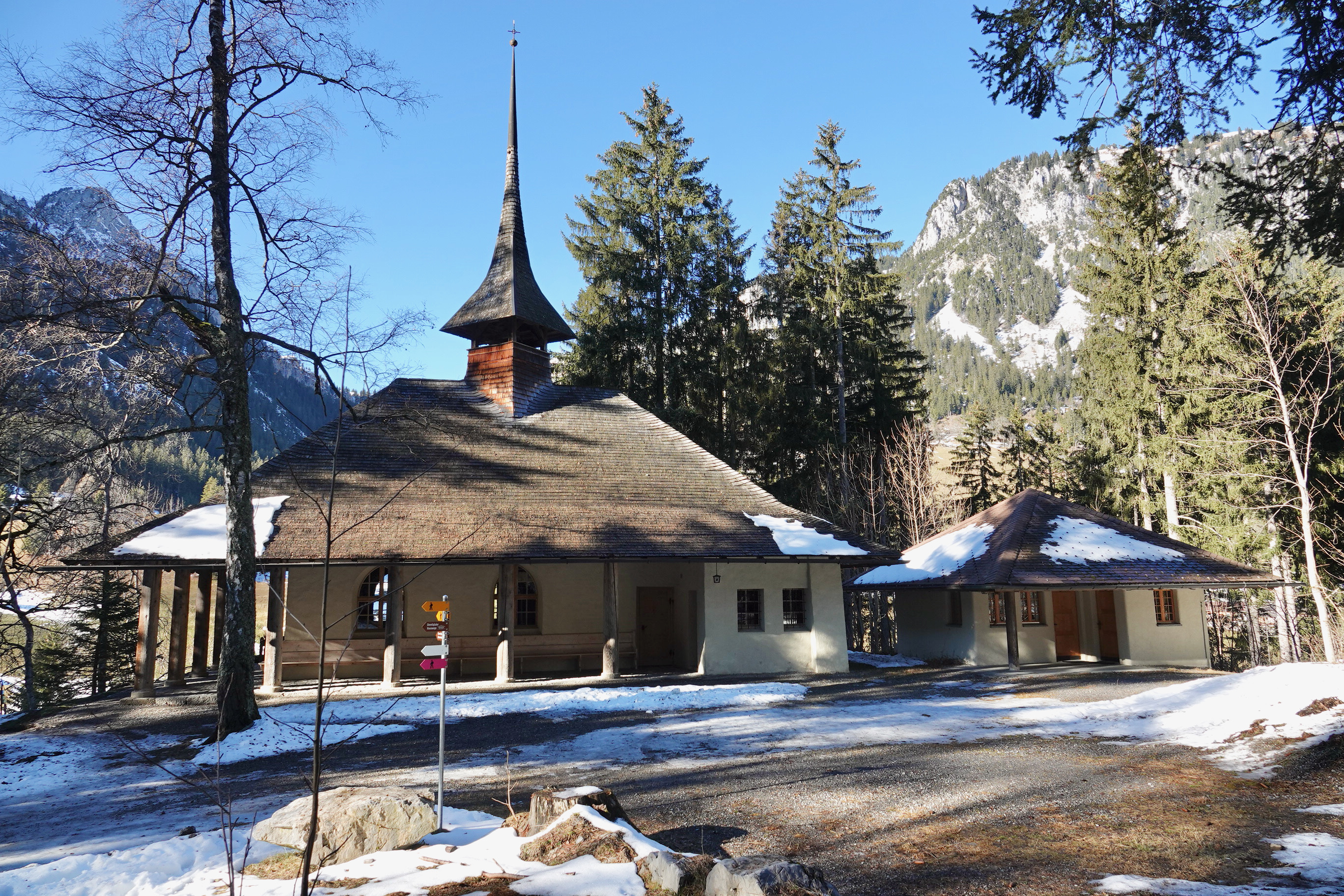
Kapelle Grimmialp

Die Grimmialp ist eine Ortschaft in Diemtigen im Diemtigtal im Berner Oberland in der Schweiz auf einer Höhe von rund 1235 m ü. M.
Die Grimmialp ist ein kleines Wander- und Wintersportgebiet. Sie verfügt über eine Sesselbahn sowie im Winter über einen Skilift (seit 1964) mit rund 10 km Skipisten. Der Ort ist mit dem Postauto erreichbar. Auf Initiative von Nationalrat Johann Jakob Rebmann wurde 1899 das Kurhaus Grimmialp eröffnet. Die Folgen der globalen Erwärmung in der Schweiz haben grossen Einfluss auf die Schneesicherheit. Zwar gibt es auf der Grimmialp Schneekanonen, jedoch funktioniert die künstliche Beschneiung nur bei tiefen Temperaturen.
Von der Grimmialp führt ein Bergwanderweg über die Grimmifurggi ins Färmeltal.

## Fussnoten
1. 1 2  Im gefährdeten Skigebiet. In: srf.ch, 1. März 2023, abgerufen am 1. März 2023.
2. ↑  75 Jahre Hotel-Kurhaus Grimmialp. In: Thuner Tagblatt, 18. Juni 1974.

Koordinaten: 46° 34′ N, 7° 29′ O; CH1903: 603682 / 157666